# Séran (fiume)
Il Séran è un fiume del Bugey e un affluente del Rodano. È il fiume di fondo valle della Valromey e scorre interamente all'interno del dipartimento dell'Ain.

## Geografia
Nasce a Jalinard, frazione del comune di Petit-Abergement, dirigendosi verso sud. Passa a Champagne-en-Valromey, Artemare e Ceyzérieu per poi confluire nel Vecchio Rodano passando tramite un sifone sotto il Rodano canalizzato a Cressin-Rochefort. È lungo 41,8 km.

## Comuni attraversati
Il Séran attraversa 17 comuni:

Lompnieu, Songieu, Ruffieu, Le Petit-Abergement, Le Grand-Abergement, Hotonnes, Béon, Talissieu, Artemare, Belmont-Luthézieu, Vieu, Champagne-en-Valromey, Sutrieu, Ceyzérieu, Flaxieu, Pollieu, Cressin-Rochefort.

## Idrologia
Il Séran ha subito perturbazioni idrologiche nella parte bassa del suo corso, causate in primo luogo dall'impianto idroelettrico sul Rodano (nel 1982) e accentuate dal drenaggio a scopi irrigui (dal 1988).